# Грег Маулдін
Грег Маулдін (англ. Greg Mauldin; 10 червня 1982, Голлістон, Массачусетс) — американський професійний хокеїст. По завершенні ігрової кар'єри — хокейний тренер, на разі тренує юнорську збірну США.

## Ігрова кар'єра
Молдін розпочав свою кар'єру в «Бостон Брюїнс Юніор» (Східна Юніор Хокейна Ліга) в 1999 році, де він продемонстрував свій талант гравця, увійшовши до першої команди зірок ліги, а також здобув титул MVP в 2000 році. У 2001 році він перейшов до Університетської  команди «Массачусетс Амхерст», де в 98 іграх заробив 94 очка та став чемпіоном у 2003 році. Після успішних сезонів в нижчих лігах був обраний у драфті НХЛ 2002 року клубом Колумбус Блю-Джекетс в сьомому раунді під 199 номером.
В сезоні 2003/04 років Грег дебютував в НХЛ (на початку сезону, ще грав за університетську команду) у складі «Колумбус Блю-Джекетс», зігравши шість матчів, решту сезону провів у фарм-клубі «Сірак'юс Кранч» (Американська хокейна ліга). За цей же клуб він грав у сезонах 2004/05 та 2005/06 років. В кінці сезону 2005/06 його продали до клубу Міннесота Вайлд, але в основному складі так і не заграв і зрештою закінчив сезон у фарм-клубі Г'юстон Аерос.
У сезоні 2006/07 років нападник спочатку виступав за «Блумінгтон Прері Тандер» (International Hockey League), а потім переїхав до Швеції, де виступав за клуби «Гуддінге ІК» та «ІК Оскарсгамн». До сезону 2007/08 років, Маулдін взяв участь у тренувальному таборі Сент-Луїс Блюз, по закінченні якого підписав конракт, як вільний агент з клубом «Бінгхемптон Сенаторс» з АХЛ. В наступному сезоні уклав угоду з клубом Оттава Сенаторс, але свої виступи продовжив у фарм-клубі «Бінгхемптон Сенаторс».
3 липня 2009 року Маулдін уклав річний контракт з Нью-Йорк Айлендерс. У сезоні 2009/10 він виступав за фарм-клуб «Айлендерс» Бріджпорт Саунд Тайгерс (АХЛ), провів 77 матчів та набрав 54 очка (25 + 29). 8 квітня 2010 року дебютує у матчі НХЛ «Нью-Йорк Айлендерс» — Піттсбург Пінгвінс 3:7, та зрештою його повертають до фарм-клубу.
Як вільний агент Грег підписує 2 липня 2010 року річний контракт з Колорадо Аваланч. Після тренувального табору, Маулдін знову грає за фарм-клуб «Лейк Ері Монстерс». Пізніше Грега викликали до складу «лавин», в своїй першій грі в НХЛ 12 листопада 2010, закинув першу шайбу у меншості, проти своєї колишньої команди «Колумбус Блю-Джекетс». В цьому матчі його визнали найкращим гравцем. 28 листопада 2010 Маулдін закинув дві шайби та зробив дві результативні в переможному матчі 7:4 проти Міннесота Вайлд. За «Колорадо Аваланч» в цьому сезоні він провів 29 матчів та заробив 10 очок (5 + 5).
У сезоні 2011/12, Маулдін не проходить тренувальний табір «Колорадо Аваланч» і знову опиняється у фарм-клубі «Лейк Ері Монстерс». Через травму він зіграв 59 матчів та заробив 34 очка (16 + 18).
У сезоні 2012/13 Грег повертається до Європи та підписує річний контракт з швейцарським клубом «Фрібур-Готтерон», який виступає в Національній лізі А.
15 серпня 2017 нападник уклав однорічний контракт з німецьким клубом «ЕРК Інгольштадт».
1 серпня 2018 Грег підписує однорічну угоду з хорватським клубом «Медвещак». 14 грудня 2018 Маулдін підписує контракт з норвезькою командою «Ставангер Ойлерс».

## Тренерська кар'єра
З жовтня 2020 асистент головного тренера юнорської збірної США.

## Статистика
| Сезон        | Клуб                      | Ліга         | Регулярний сезон | Регулярний сезон | Регулярний сезон | Регулярний сезон | Регулярний сезон | Плей-оф | Плей-оф | Плей-оф | Плей-оф | Плей-оф |
| Сезон        | Клуб                      | Ліга         | І                | Г                | П                | О                | ШХ               | І       | Г       | П       | О       | ШХ      |
| ------------ | ------------------------- | ------------ | ---------------- | ---------------- | ---------------- | ---------------- | ---------------- | ------- | ------- | ------- | ------- | ------- |
| 1999–00      | «Бостон Брюїнс Юніор»     | СЮХЛ         | 59               | 45               | 42               | 87               | 14               | —       | —       | —       | —       | —       |
| 2000–01      | «Бостон Брюїнс Юніор»     | СЮХЛ         | 53               | 48               | 58               | 106              | 73               | —       | —       | —       | —       | —       |
| 2001–02      | «Массачусетс Амхерст»     | НКАА         | 33               | 12               | 12               | 24               | 10               | —       | —       | —       | —       | —       |
| 2002–03      | «Массачусетс Амхерст»     | НКАА         | 36               | 21               | 20               | 41               | 26               | —       | —       | —       | —       | —       |
| 2003–04      | «Массачусетс Амхерст»     | НКАА         | 29               | 15               | 14               | 29               | 15               | —       | —       | —       | —       | —       |
| 2003–04      | «Колумбус Блю-Джекетс»    | НХЛ          | 6                | 0                | 0                | 0                | 4                | —       | —       | —       | —       | —       |
| 2003–04      | «Сірак'юс Кранч»          | АХЛ          | 2                | 0                | 0                | 0                | 0                | 1       | 0       | 0       | 0       | 0       |
| 2004–05      | «Сірак'юс Кранч»          | АХЛ          | 66               | 7                | 20               | 27               | 49               | —       | —       | —       | —       | —       |
| 2005–06      | «Сірак'юс Кранч»          | АХЛ          | 56               | 12               | 17               | 29               | 53               | —       | —       | —       | —       | —       |
| 2005–06      | «Г'юстон Аерос»           | АХЛ          | 11               | 1                | 3                | 4                | 0                | 8       | 1       | 1       | 2       | 2       |
| 2006–07      | «Блумінгтон Прері Тандер» | ЮХЛ          | 2                | 0                | 0                | 0                | 2                | —       | —       | —       | —       | —       |
| 2006–07      | «Гуддінге ІК»             | Аллсв        | 6                | 1                | 2                | 3                | 0                | —       | —       | —       | —       | —       |
| 2006–07      | «ІК Оскарсгамн»           | Аллсв        | 26               | 5                | 8                | 13               | 31               | —       | —       | —       | —       | —       |
| 2007–08      | «Бінгхемптон Сенаторс»    | АХЛ          | 71               | 15               | 18               | 33               | 37               | —       | —       | —       | —       | —       |
| 2008–09      | «Бінгхемптон Сенаторс»    | АХЛ          | 80               | 24               | 27               | 51               | 41               | —       | —       | —       | —       | —       |
| 2009–10      | «Бріджпорт Саунд Тайгерс» | АХЛ          | 77               | 25               | 29               | 54               | 35               | 5       | 1       | 2       | 3       | 0       |
| 2009–10      | «Нью-Йорк Айлендерс»      | НХЛ          | 1                | 0                | 0                | 0                | 0                | —       | —       | —       | —       | —       |
| 2010–11      | «Лейк Ері Монстерс»       | АХЛ          | 43               | 18               | 17               | 35               | 20               | 7       | 0       | 2       | 2       | 2       |
| 2010–11      | «Колорадо Аваланч»        | НХЛ          | 29               | 5                | 5                | 10               | 8                | —       | —       | —       | —       | —       |
| 2011–12      | «Лейк Ері Монстерс»       | АХЛ          | 59               | 16               | 18               | 34               | 17               | —       | —       | —       | —       | —       |
| 2012–13      | «Фрібур-Готтерон»         | НЛА          | 39               | 13               | 8                | 21               | 8                | 18      | 2       | 2       | 4       | 4       |
| 2013–14      | «Фрібур-Готтерон»         | НЛА          | 43               | 13               | 15               | 28               | 18               | 10      | 5       | 3       | 8       | 0       |
| 2014–15      | «Фрібур-Готтерон»         | НЛА          | 40               | 18               | 17               | 35               | 8                | —       | —       | —       | —       | —       |
| 2015–16      | «Фрібур-Готтерон»         | НЛА          | 28               | 11               | 13               | 24               | 0                | 5       | 1       | 2       | 3       | 2       |
| 2016–17      | «Фрібур-Готтерон»         | НЛА          | 34               | 10               | 9                | 19               | 6                | —       | —       | —       | —       | —       |
| 2017–18      | «ЕРК Інгольштадт»         | ДХЛ          | 51               | 9                | 16               | 25               | 18               | 5       | 0       | 0       | 0       | 4       |
| 2018–19      | «Медвещак» (Загреб)       | EBEL         | 23               | 5                | 10               | 15               | 6                | —       | —       | —       | —       | —       |
| 2018–19      | «Ставангер Ойлерс»        | ГЕТ          | 17               | 4                | 7                | 11               | 14               | 12      | 5       | 5       | 10      | 8       |
| 2019–20      | «Ставангер Ойлерс»        | ГЕТ          | 31               | 15               | 11               | 26               | 10               | —       | —       | —       | —       |         |
| Усього в НХЛ | Усього в НХЛ              | Усього в НХЛ | 36               | 5                | 5                | 10               | 12               | —       | —       | —       | —       | —       |